# هو جينغهانغ
هو جينغهانغ (بالصينية: 胡靖航) (23 مارس 1997 بايتشو في الصين - ) هو لاعب كرة قدم صيني في مركز الهجوم. لعب مع نادي مجموعة شانغهاي الدولية للموانئ.

## روابط خارجية
- هو جينغهانغ على موقع قاعدة بيانات كرة القدم.إي يو (الإنجليزية)
- هو جينغهانغ على موقع Soccerway.com (الإنجليزية)